# Потрага (филм из 2001)
Потрага је филм из 2001. који је заснован на роману Ричарда Сапира. Главне улоге играју: Антонио Бандерас и Оливија Вилијамс.

## Радња
Током ископавања у светом граду Јерусалиму, професор Шарон Голбан, млади израелски археолог, открива древну гробницу у којој се налазе остаци распетог тела. По свој прилици, то би била сахрана која датира из 1. века  и која би могла бити сахрана Исуса из Назарета .
Ватикан је убрзо постао свестан овог изузетног налаза и послао је оца Мета Гутијереза, језуита, да истражи аферу. Ако би се показало да је откривено тело заиста било од сина Божијег, Исус, дакле, не би васкрсао из мртвих како је објављено у Светом писму. Мет је стога на мисији да оповргне ову хипотезу на сваки могући начин.
Место, где је гробница извађена, случајно је власништво палестинског трговца. Костур, као и Мет, налазе се усред контроверзе: с једне стране Израелци који траже да Ватикан призна Јерусалим као званичну престоницу у замену за тело, а са друге стране Палестинац активиста, који такође жели да се дочепа тела, са истим циљевима...

## Улоге
| Глумац           | Улога               |
| ---------------- | ------------------- |
| Антонио Бандерас | отац Мет Гутијерез  |
| Оливија Вилијамс | др Шарон Голбан     |
| Џон Шрапнел      | Моше Коен           |
| Дерек Џејкоби    | отац Лавел          |
| Џејсон Флеминг   | отац Волтер Винстед |
| Лилијан Лукс     | мајка               |
| Мохамед Бакри    | Абу Јусеф           |
| Џон Вуд          | кардинал Пеши       |
| Макрам Кори      | Насир Хамид         |
| Вернон Добчеф    | монсињор            |